# NGC 7752
NGC 7752 é uma galáxia elíptica (E-S0) localizada na direcção da constelação de Pegasus. Possui uma declinação de +29° 27' 34" e uma ascensão recta de 23 horas, 46 minutos e 58,5 segundos.
A galáxia NGC 7752 foi descoberta em 22 de Novembro de 1854 por William Parsons.